# Västgöta nation, Lund
Västgöta nation är en av tretton nationer vid Lunds universitet. Nationen ligger på Tornavägen 17–19, alldeles i kanten av Tunaparken mellan Botaniska trädgården och Ekonomicentrum.
Västgöta nation i Lund är en studiesocial sammanslutning för studenter vid Lunds universitet som helt drivs och styrs av studenter. Nationen är demokratiskt uppbyggd på medlemskap. Den har en ledningsgrupp, quratelet, med en qurator i spetsen. Därtill finns en styrelse, nationskollegiet, och en inspektor, en professor, som är nationens överhuvud och som har en övervakande roll. 

## Historia
Nationen räknar sin historia från 28 januari 1669, exakt ett år efter att Lunds universitet startat sin verksamhet. Skånska kriget, 1675-1679, innebar att såväl universitetet som dess nationer tvingades stänga i flera år. För Västgöta nations del återupptogs verksamheten 1685 och sedan dess har den en obruten levnadshistoria, åren 1767-1871 tillsammans med Östgöta och Kalmar nation i en Götisk nation. Verksamheten var redan från början socialt inriktad som ett stöd och träffpunkt för studenter med sin härkomst i Västergötland. Medlemstalet var länge lågt, 20-30 studenter, och ökade rejält först under 1900-talet. Under de första århundradena hade nationen inga egna lokaler. Träffpunkt var främst inspektors hem. När Akademiska föreningen skapats blev dess byggnad, AF-borgen, från mitten av 1800-talet nationernas lokal. Först hundra år senare, när bristen på studentbostäder blev stor, väcktes planerna på ett eget nationshus, vilket blev Västgötagården, invigd 1954. Från mitten av 1930-talet ökade andelen kvinnor i nationslivet och sedan mitten av 1980-talet utgör kvinnor och män lika stor andel av Västgöta nations medlemskår. Idrott, kultur och fester, inklusive dans, var länge de viktigaste beståndsdelarna i verksamheten. När staten 2010 avvecklade kår- och nationsobligatoriet för studenter i Lund och Uppsala ändrades villkoren för nationerna. Västgöta nation inriktade därpå sin verksamhet mot matlagning och middagar även om idrott och kultur fortfarande fanns kvar på programmet. Inriktningen blev mycket populär och medlemstalet ökade från ca 500 under 1990-talet till över 3 000 (2019).

## Nationshus
Västgöta nation byggde som flera andra studentnationer sitt eget nationshus under 1950-talet. Efter mångårig insamling av medel bland företag och kommuner i Västergötland kunde Västgötagården på Tornavägen invigas 8 maj 1954. Det gällde de två huskropparna i handslaget tegel och några år senare, 1958, stod det andra, rödputsade, huset klart. Alla husen är ritade av den välkände arkitekten Ivar Tengbom. Västgötagården förvaltas av Stiftelsen Västgötagården i Lund en stiftelse som tillhandahåller bostäder för studenter vid Västgöta nation, totalt ca 100 boende. Nationen disponerar huvuddelen av Västgötagårdens källarutrymmen. Där återfinns restaurang- och danslokaler samt nationens expedition.

## Vännationer
- Keskisuomalainen Osakunta, Helsingfors
- Västgöta nation, Uppsala

## Kuratorer
[Ofullständig lista]
1932–1933 Erik Uggla
1934		Gunnar Orrling
1947		Lennart Sjöstedt
1950		Bo Ingberg
1951		Stig Segelmark
1952		Bo Enderstein
1953		Harald Hemb
1954		Gösta Cederberg
1955		Gunnar Demitz-Helin
1957 (vt)	Rolf Elofsson
1957 (ht)	Alf Erlandsson
1958		Arne Zettersten
1959–1960 	Lars Rückert
1961		Nina Körner
1962		Gunnar Zettersten
1963		Kent Eriksson
1964		Rolf Wallgren
1965 (vt)	Lena Carlius
1965 (ht)	Anders Sjöholm
1966 (vt)   Rolf Wallgren
1967		Ingemar Wisenborn
1968 (vt)	Bengt Furåker
1968–1969   Severin Blomstrand
1969 (ht)   Krister Yström
1970 (vt)	Erling Tidelius
1970 (ht)	Isak Abramowicz
1971 (vt)	Björn Odhe
1971 (ht)	Lennart Gunnergård
1972 (vt)   Lars Heurlin
1972 (ht)	Olle Schmidt
1973		Peter Blomstrand
1974 (vt)	Bengt Bergström
1974 (ht)	Kristina Westerberg
1975 (vt)	Henrik Abramowicz
1975–1976	Per Nilsmo
1976–1977	Dan Töllborn
1977 (ht)	Johan Stenberg
1978 (vt)	Hrönn Rikardsdottir
1978 (ht)	Göran Loman
1979 (vt)	Emil Karlsson
1979–1980	Elisabeth Essen
1980 (ht)	Carina Ekblom
1981 (vt)	Monica Landén
1981–1982	Lars-Erik Axelsson
1982 (ht)	Michael Eriksson
1983 (vt)	Cecilia Fowelin
1983 (ht)	Ann Ganelind
1984 (vt)	Rose-Marie Westman
1984–1985	Maria Lundborg
1985–1986	Tor Åström
1986–1987	Michael Johansson
1987–1988	Ingemar Ritseson
1988–1989	Sven Nordengren
1989–1990	Patrik Cannmo
1990–1991	Christian Bark
1991–1992	Anna Lidholm
1992–1993	Rickard Naring
1993–1994	Katarina Rundström
1994–1995	Jenny Nilsson
1995–1996	Henrik Karlsson
1996–1997	Malcolm Leijonhielm
1997–1998	Jenny Ljung
1998–1999	Erik Nordenskjöld
1999–2000	Mikael Eriksson
2000–2001	Thomas Gyllström
2001–2002	Martin de Maré
2002–2003	Ida Janghed
2003–2004	Andreas Lupander
2004–2005	Johanna Lindwert
2005–2006	Martin Stråhle
2006–2007	Erik Waller
2007–2008	Klara Sjögren
2008–2009 	Johan Hemberg
2009–2010  Jennie Isberg
2010–2011 	Jonathan Lindwert
2011–2012 Björn Johansson
2012–2013 Henrik Melin
2013–2014 Caroline Thernström Florin
2014–2015 Filip Eriksson
2015–2016 Jonna Magnusson Restin
2016–2017 Elin Söderbergh
2017–2018 Joakim Cedergren
2018–2019 Tilde Lindgren
2019–2020 Josef Mallik
2020–2021 Victoria von Elek
2021-2022 Daniel von Elek
2022-2023 Lovisa Ramberg
2023-2024 Felix Samuelsson
2024-2025 Linus Wanner

## Inspektorer
Nuvarande inspektor är Hans Albin Larsson, professor em. i historia vid Högskolan i Jönköping.

### Fotnoter
1. ↑  "Statistik över medlemmar" Terminsräkningsföreningen.
2. ↑  Stiftelsen Västgötagården i Lund